# ジャバル・アル・アフダル県
ジャバル・アル・アフダル県（ジャバル・アル・アフダルけん、アラビア語: الجبل الأخضر、Al Ǧabal al 'Aḫḍar、「みどりの山地」の意）は、リビア北東部に位置する県。県都はベイダ。ジェベル・エル・アフダル県としても知られる。

## 地理
古代ギリシアの植民都市の址が残るシャッハートや、古代地中海世界の一大貿易港であったアポロニアに近い。南部はアフダル山地の肥よくな高地で、北部は乾燥した半砂漠地帯である。東でデルナ県と、南でアル・ワーハート県と、西でマルジュ県とそれぞれ隣接する。

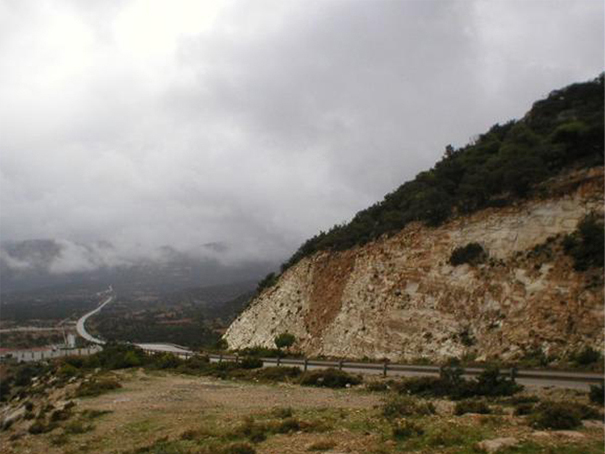
アフダル山地

## 過去の行政区画

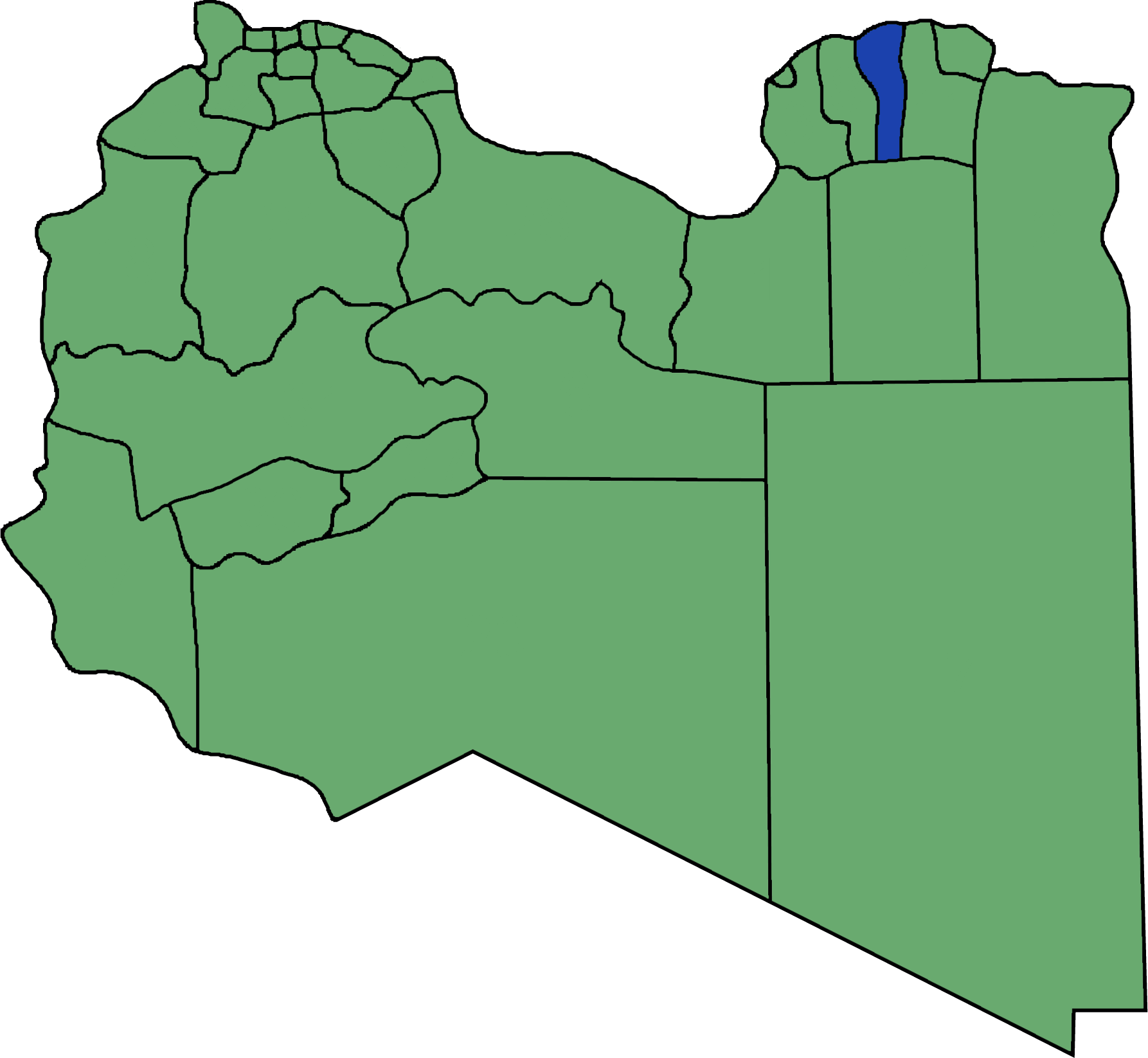
2001年から2007年の同県